# Tajlandia na Mistrzostwach Świata w Lekkoatletyce 2013
Tajlandia na Mistrzostwach Świata w Lekkoatletyce 2013 – reprezentacja Tajlandii podczas mistrzostw świata w Moskwie liczyła 2 zawodników, z których żaden nie zdobył medalu.

## Występy reprezentantów Tajlandii

### Mężczyźni
| Konkurencja                | Zawodnik            | Eliminacje | Eliminacje | Półfinał | Półfinał | Finał    | Finał   |
| Konkurencja                | Zawodnik            | Rezultat   | Pozycja    | Rezultat | Pozycja  | Rezultat | Pozycja |
| -------------------------- | ------------------- | ---------- | ---------- | -------- | -------- | -------- | ------- |
| Bieg na 110 m przez płotki | Lac Jamras Rittidet | 14,71      | 31.        | NQ       | NQ       | NQ       | NQ      |

### Kobiety
| Konkurencja | Zawodniczka     | Finał    | Finał   |
| Konkurencja | Zawodniczka     | Rezultat | Pozycja |
| ----------- | --------------- | -------- | ------- |
| Siedmiobój  | Wassana Winatho | 5671     | 29.     |